# 打鬼戰士1：世界末日求生指南
《打鬼戰士1：世界末日求生指南》，中國大陸译作《僵尸生存指南：如何在活死人横行的疯狂世界求生》（英語：The Zombie Survival Guide: Complete Protection from the Living Dead）是由麥克斯·布魯克斯所著的虛構作品。
2013年台灣由遠流出版社再版，譯名改為《末日關鍵求生術：戰鬥知識與技能》。目前市面上的舊版全部已經絕版。

## 故事簡介
本書提出了人類在病毒「索垃難」（Solanum）爆發的時候，如何從人類感染者「喪屍」所攻擊的世界活下去，內容包括逃命、防禦方式、攻擊策略、武器選用等，以及列出以往病毒的爆發記錄。

## 目錄
本書分為八個章節和一個附錄。
- 第一章：導論
- 第二章：殭屍再起：傳說與事實

索拉難：病毒簡介/殭屍特性/巫毒殭屍/好萊塢殭屍/殭屍災難程度分級/環境警覺
- 第三章：武器與格鬥技巧

一般通則/近身格鬥/彈弓與弓箭/槍械/爆裂物/火攻/其他武器/防護盔甲
- 第四章：防禦要項

民宅防禦技巧：你家要怎麼顧/公共建物及設施防禦技巧/一般通則/長期抗戰的城寨堡壘
- 第五章：落跑指南

一般通則/基本裝備/交通工具/各式地形概說/另類交通工具
- 第六章：攻擊！攻擊！再攻擊！

一般通則/武器與裝備/交通工具/各式地形概說/攻擊戰簡介
- 第七章：建立末日殖民基地

殭屍統治下的世界/從頭打造末日殖民基地/建立末日殖民基地的一般通則/地形概說/殭屍災變要搞多久/然後呢？
- 第八章：歷史上的殭屍
- 附 錄：殭屍災情監控表

## 出版書籍
繁體中文版
- 2003年9月16日販售、ISBN 978-986-697-379-6（木馬文化）
- 2013年7月1日再版、ISBN 978-957-327-225-0（遠流出版社）

简体中文版
- 2011年12月1日、ISBN 978-721-407-825-4（江苏人民出版社）

## 外部連結
- （英文） 本書官網 （页面存档备份，存于）
- （英文） Zombies in Plain English